# Bénédictines de l'Adoration perpétuelle du Très-Saint-Sacrement
Ne doit pas être confondu avec Couvent des Dames Bénédictines du Saint-Sacrement.
Les Bénédictines de l'Adoration perpétuelle du Très-Saint-Sacrement sont un ordre monastique catholique féminin de droit pontifical.
Individuellement ou en groupe qui ne représente pas la totalité de leur ordre, elles sont appelées[pas clair] : « bénédictines de l'Adoration perpétuelle », « bénédictines du Saint Sacrement », ou « bénédictines de l'Adoration ».

## Historique
Des bénédictines fuyant les guerres en Lorraine arrivent à Paris le 24 mars 1651, sous la conduite de Catherine de Bar, en religion « mère Mectilde du Saint-Sacrement », et s'installent dans une chapelle de la rue du Bac. où elles commencent la pratique de l'Adoration du Saint-Sacrement.
Elles reçoivent en mai 1653 des lettres-patentes qui confirment leur établissement. Le 12 mars 1654, elles emménagent dans une maison de la rue Férou construite sur les plans de Daniel Gittard, avec une cérémonie à laquelle participe la reine Anne d'Autriche qui s’est déclarée protectrice de ce couvent. Cette reine tient un cierge à la main afin d'expier solennellement les outrages faits au Saint-Sacrement durant la Fronde. Une de ces religieuses doit répéter chaque jour la même expiation, en venant, la corde au cou, une torche allumée à la main, se mettre à genoux devant un poteau dressé au milieu du chœur et faire amende honorable à Dieu des outrages commis contre le Saint-Sacrement.
Cette maison de la rue Férou se trouvant trop petite, ces religieuses la quittent pour aller en occuper une plus vaste et plus commode au 18-24 rue Cassette où elles s'installent le 21 mars 1659. Le 10 décembre 1676, avec la bulle Militantis ecclesiae, le pape Innocent XI approuve l'institut. 
Vendue en 1680, après un passage de quelques années près de la porte de Richelieu, la communauté prend possession en 1684 de l'hôtel de Turenne, situé rue Neuve-Saint-Louis au Marais, que la duchesse d'Aiguillon lui cède. Afin de construire leur chapelle, les sœurs achètent un terrain voisin. 
La communauté est supprimée en 1792. Devenue propriété nationale, la plus grande partie de cette maison religieuse est vendue le 15 juin 1796, puis démolie.

## Activités et diffusion
Vie contemplative avec Adoration du Saint-Sacrement. Elles sont présentes en :
- France, Allemagne, Italie, Pays-Bas, Pologne.

- Au 31 décembre 2005, l'institut compte 665 religieuses dans 42 monastères.

## Organisation et établissements
Les monastères, bien qu'autonomes, se regroupent en six fédérations de l'Adoration perpétuelle, constituant elles-mêmes une confédération liée à l'ordre de Saint-Benoît :
1. Fédération française, comprenant en 2022 les monastères suivants :
  - de l'Immaculée-Conception de Rouen (Seine-Maritime),
  - de Rosheim (Bas-Rhin), fondé en 1862,
  - de la Sainte-Trinité de Bayeux (Calvados),
  - de Craon,
  - de Mas-Grenier (Tarn-et-Garonne),
2. Fédération allemande, avec notamment la fameuse abbaye de Mariendonk ;
3. Fédération italienne ;
4. Fédération Innocent XI ;
5. Fédération hollandaise ;
6. Fédération polonaise.

## Repères historiques et chronologie des fondations
- Fondation de l'institut (14 août 1652).

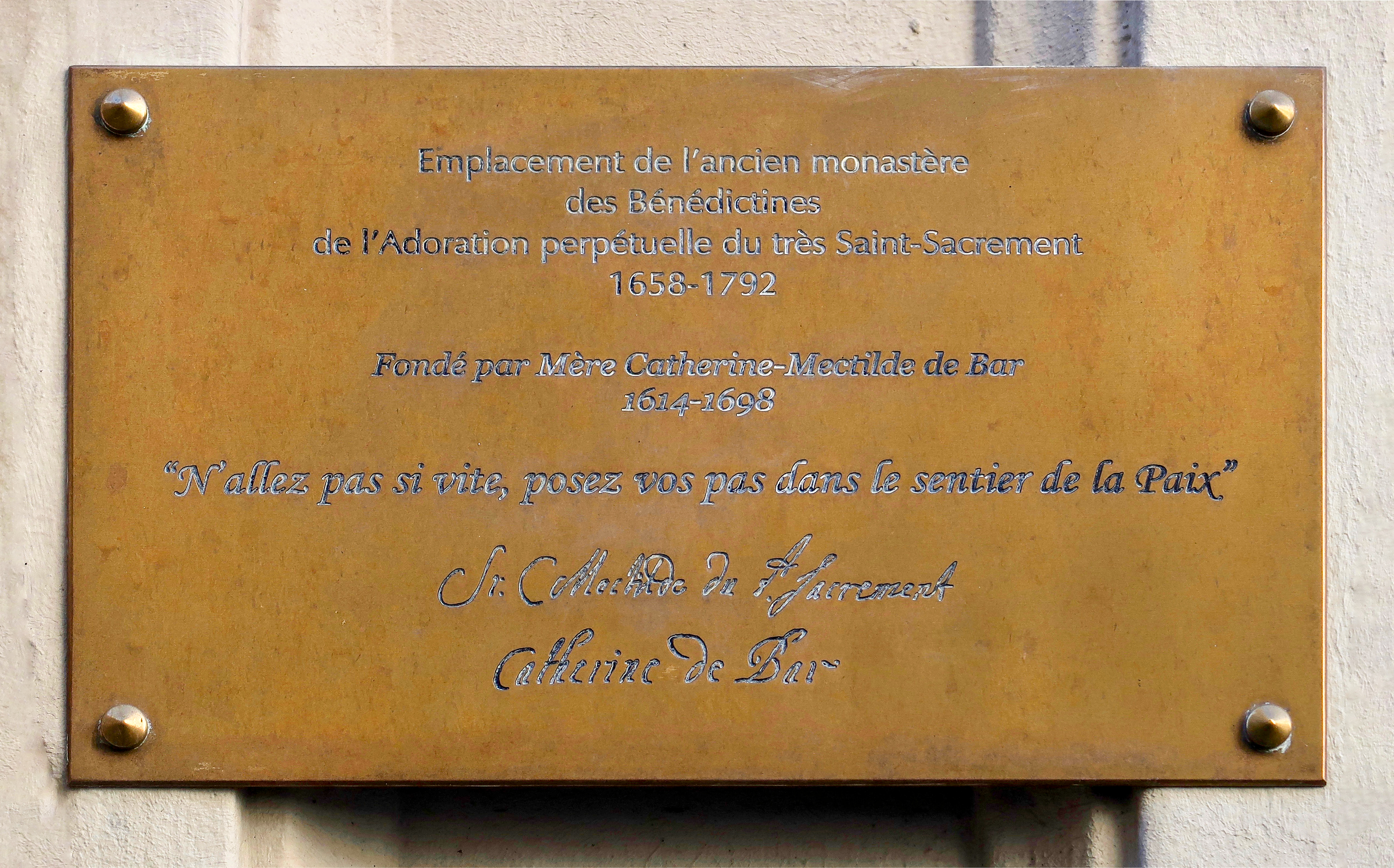
Plaque à l'emplacement du monastère parisien en place de 1658 à 1792, au 10 rue Cassette (Paris)

- Monastère de Toul (Meurthe-et-Moselle), fondé en 1663-1665.
- Monastère de Rambervillers (Vosges), agrégé en 1665-1666.
- Agrégation de l'abbaye Notre-Dame de Consolation de Nancy (Meurthe-et-Moselle) en 1667-1669.
- Monastère de Marie-Immaculée de Rouen (Seine-Maritime), érigé en 1677.
- Union du monastère du Bon-Secours de Caen (Calvados), le 30 septembre 1685.
- Monastère (pl) de Varsovie (Pologne), fondé le 27 juin 1688 (existant toujours au même endroit).
- Monastère de Châtillon (Loiret), fondé par Isabelle Angélique de Montmorency (1627-1695), fondé le 21 octobre 1688, supprimé en 1792.
- Fondation du monastère de Dreux (Eure-et-Loir), le 23 février 1696.
- Les monastères sont placés sous la juridiction des évêques (bulle d'Innocent XII du 3 juillet 1696).
- Monastère du Cœur-Très-Pur-de-Marie d’Arras (Pas-de-Calais), érigé en 1815 ; communauté expulsée en 1906, à la suite de la loi de 1905, exilée en Grande-Bretagne[1] ; installée à Tourcoing (Nord) en 1921[2].
- Monastère du Sacré-Cœur de Mas-Grenier (Tarn-et-Garonne), érigé en 1817, puis uni à Erbalunga (Haute-Corse).
- Monastère de Marie-Immaculée de Craon (Mayenne), fondé par la famille de Cossé-Brissac, érigé en 1829.
- Monastère de Sainte-Anne d'Ottmarsheim (Haut-Rhin), érigé en 1848.
- Monastère Notre-Dame du Sacré Coeur de Rosheim (Bas-Rhin), érigé en 1862.

## Source
- (it) Cet article est partiellement ou en totalité issu de l’article de Wikipédia en italien intitulé « Benedettine dell'adorazione perpetua del Santissimo Sacramento » (voir la liste des auteurs).